# تأثیرات تغییر اقلیم بر انسان

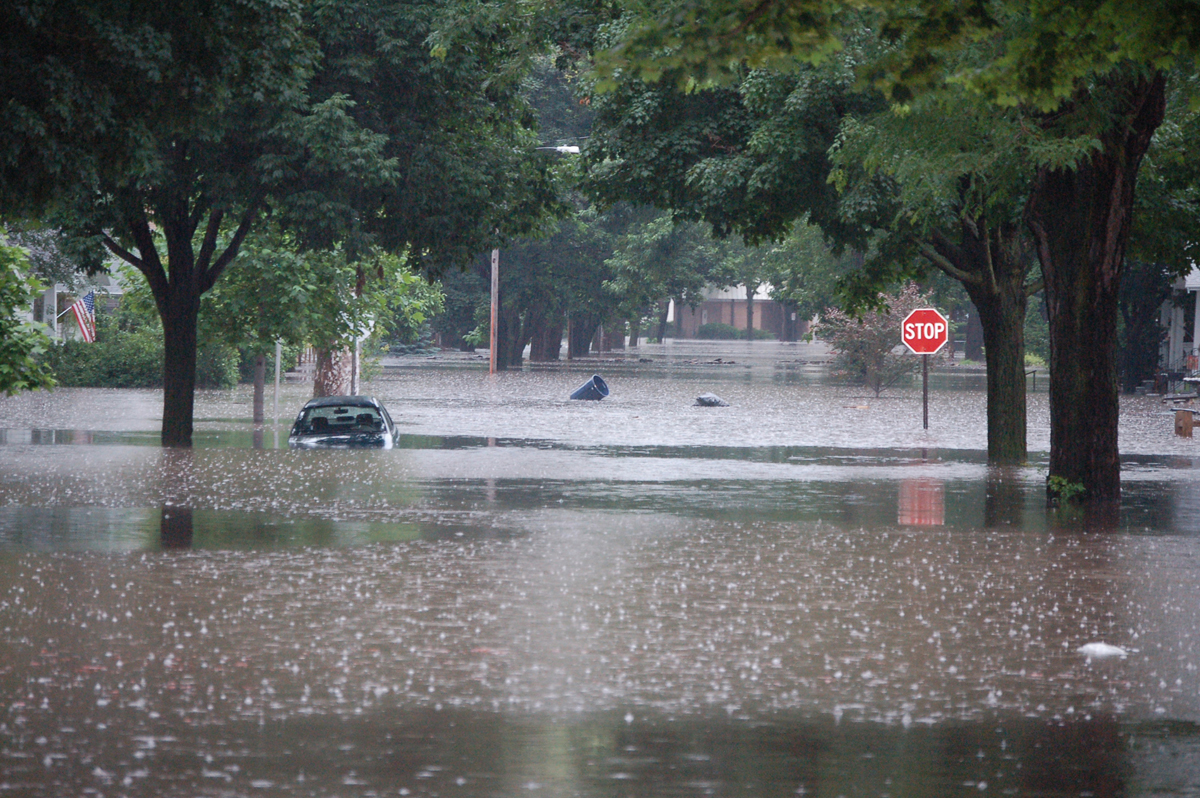
سیل در آمریکا. سال ۲۰۰۸

از اواخر قرن ۱۹ میلادی متوسط دمای زمین حدود ۰/۵ درجه سانتی‌گراد افزایش یافته است. برخی دانشمندان معتقدند متوسط دمای کره زمین تا سال ۲۱۰۰ بین ۱ تا ۶ درجه سانتی‌گراد افزایش می‌یابد. این افزایش دما باعث تغییرات ناگهانی اقلیم جهان می‌شود. گرم شدن زمین به زندگی انسان‌ها آسیب‌های فراوانی می‌زند. شیوع بیماری‌های ناشناخته از جمله این آسیب‌ها هستند. 
دانشمندان در سازمان بهداشت جهانی، معتقدند افزایش دمای کره زمین می‌تواند باعث شیوع مالاریا، تب زرد، تب استخوان‌شکن و سایر بیماری‌ها شود. عوامل گسترش این بیماری‌ها و سایر موارد مشابه مانند پشه‌ها بیشتر در محیط‌های گرم و مرطوب رشد می‌کنند. خود عوامل بیماری‌زا نیز در شرایط گرم و مرطوب عمر بیشتری می‌کنند. 